# Liste anarchistischer Zeitschriften
Diese Liste führt Periodika auf, die überwiegend dem anarchistischen Spektrum zugerechnet werden. Nach der Historikerin Petra Weber sind die aufgeführten Publikationen nur schwer zugänglich und nicht leicht zu erschließen, obwohl ihr Inhalt zentral für den praktischen und theoretischen Diskurs der anarchistischen Bewegung ist. Weber schreibt:
„Die Zeitschriften und Zeitungen, die zentralen Publikationsorgane frühsozialistischer und anarchistischer Bewegungen, die sowohl Forum der grundsätzlich theoretischen als auch tagespolitischen Diskussion innerhalb der Bewegung waren, sind meist nur in Spezialbibliotheken und Archiven erhältlich. Die meisten Publikationen enthalten weder Inhaltsverzeichnis noch Register“.

## A

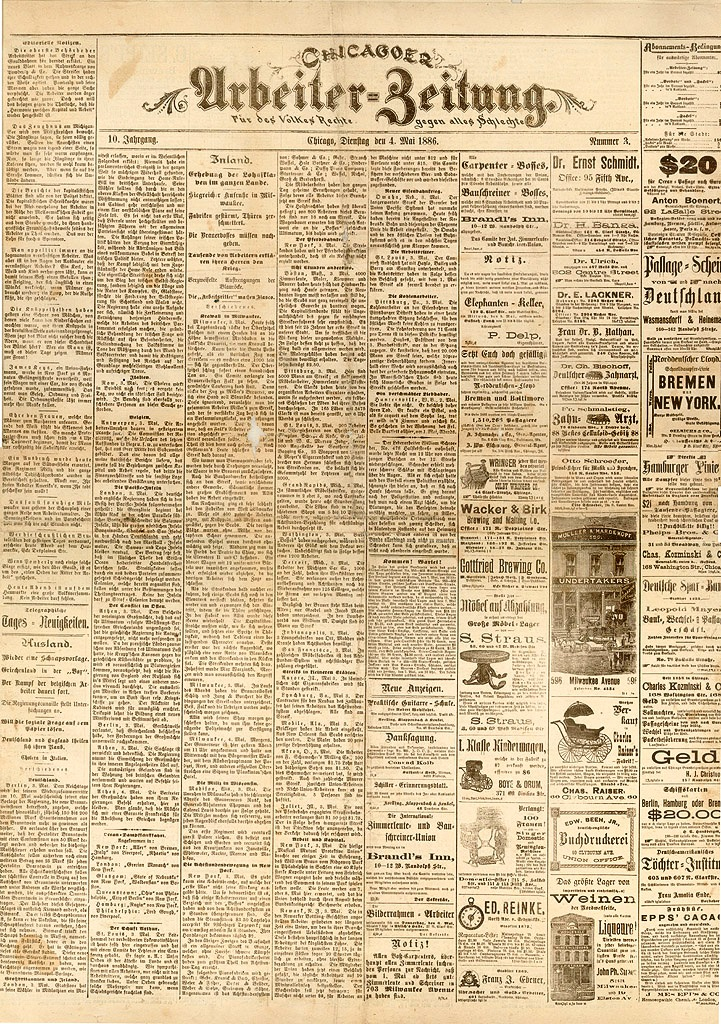
Chicagoer Arbeiter-Zeitung vom 4. Mai 1886

- Abolishing the borders from below, englischsprachige Zeitschrift mit Schwerpunkt Osteuropa, Sitz Berlin (seit 2001)
- AFAZ, anarchistische, feministische, autonome Zeitung (1990). Nachfolger der Zeitschrift Aktion
- Agit 883, anarchistisch-libertäre Zeitschrift; mit wechselnden Untertiteln. Hrsg.: Redaktionskollektiv Berlin (1969–1972)
- Aktion, anarchistisches Magazin (1981–1988)
- Akratie, für historischen Anarchismus. Hrsg.: Heiner Koechlin (1973–1981)
- Alarm, Zeitschrift vom anarchistischen Freibund Hamburg. Hrsg.: Carl Langer (1919–1930)
- Die Anarchie, Kurzdarstellungen von vier Zeitschriften mit dem Titel Die Anarchie und zwei mit dem Titel Anarchie zwischen 1893 und 1985
- Der Anarchist, Titel von acht Zeitschriften aus Chicago (1866), St. Louis (1889), Berlin (1903), Leipzig (1909), Berlin–Wien (1919), Hamburg (1921), Wien (1927) und London (1948).
- Der freie Arbeiter
- Der individualistische Anarchist, Hrsg. und Verleger: Benedict Lachmann (1919–1920, 12 Ausgaben)
- Anarchistische Bibliothek, Hrsg.: Gustav Landauer (1893–1899)
- Anarchist Union Journal[2], englischsprachige anarcho-syndikalistische Zeitschrift in den USA und Kanada (set 2023)
- Anarchy, A Journal of Desire Armed. Hrsg.: Autonomedia-Kollektiv (ab 1995). Erscheint seit 1980
- Anarko, anarchistische Zeitschrift in türkischer Sprache. Erschienen in Deutschland (1981–1983)
- Anschlag, radikal-linke Zeitschrift. Hrsg.: Gruppe Subversive Aktion; Berlin, München (1964–1966)
- Arbeiterecho, Anarchosyndikalistische Zeitung (1933), Nachfolger von „Der Syndikalist“.
- Chicagoer Arbeiter-Zeitung, deutschsprachige anarchistische Arbeiterzeitung (1871–1931)
- Arbetaren, Anarchosyndikalistische Zeitung; Schweden. Hrsg.: Schwedische Gewerkschaft Sveriges Arbetares Centralorganisation, Stockholm (seit 1922)
- Der arme Conrad, anarchistisches Wochenblatt Berlin. Hrsg.: Edmund Fischer (1896–1899)
- Der arme Teufel, Hrsg. Robert Reitzel; USA (1884–1900)
- De As, anarchistische Zeitschrift Niederlande. Hrsg.: Stiftung „De As“ (1972 bis heute)
- L’Assiette au beurre, französisches Künstlermagazin mit anarchistischer Ausrichtung (1901–1912)
- autonomie, linksradikale Zeitschrift. Hrsg.: Autonomie-Kollektiv; München, Frankfurt/M., Hamburg, Tübingen (1975–1985)
- Die Autonomie, Hrsg.: R. Gundersen; „Deutscher anarchistischer Klub Autonomie“, London (1886–1893). Nachfolger: Der Anarchist.
- L’Avant-Garde, französischsprachige anarchistische Zeitung, Organ der Juraföderation Hrsg.: Paul Brousse (1877/78)

## B

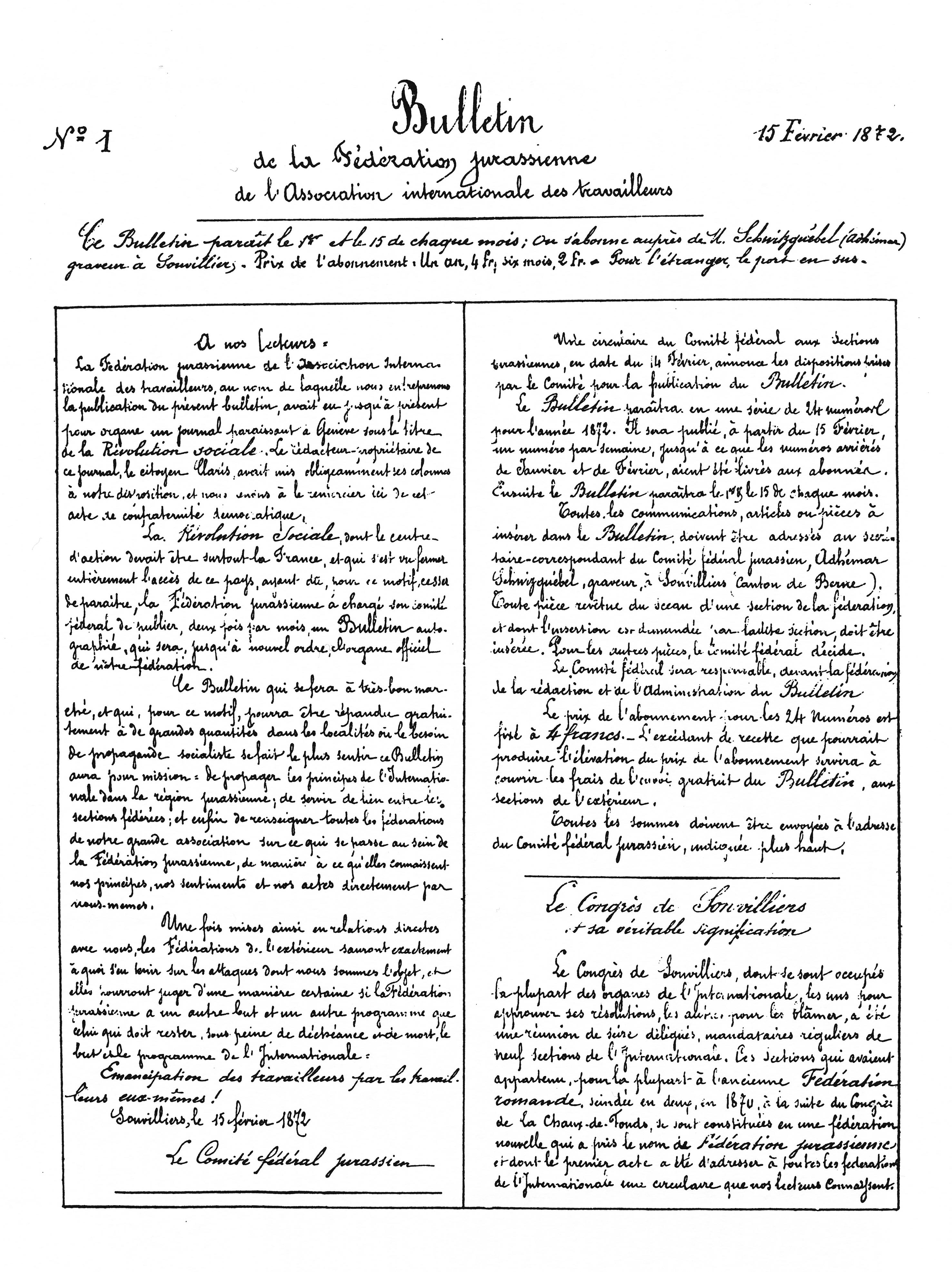
Die erste noch handgeschriebene Ausgabe des Bulletin de la Fédération jurassienne vom 15. Februar 1872

- Der Bakunist, Zeitschrift für wissenschaftlichen und praktischen Anarchismus. Hrsg.: Gruppe Autonomie der kommunistischen Anarchisten Deutschlands; Gerhard Wartenberg, Leipzig (1926, 8 Ausgaben)
- Banal, anarchistisches Magazin. Hrsg.: Redaktions-Kollektiv, Zürich (1985–1990)
- Der Bauarbeiter, Anarchosyndikalismus. Organ der Föderation der Bauarbeiter Deutschlands. Hrsg.: Organisation der Föderation der Bauberufe Deutschlands (1928–1932)
- Befreiung, zwei gleichnamige Zeitschriftentitel: Mülheim/R. (1948–1978) und Graz (Österreich, 1976–1997)
- Besinnung und Aufbruch, Hrsg.: Gilde freiheitlicher Bücherfreunde, Berlin (1929–1933)
- Brand, anarchistische Zeitschrift. Hrsg.: Jungsozialisten Stockholm; später Malmö, Schweden (seit 1898)
- Bulletin de la Fédération jurassienne, Organ der Juraföderation, Hrsg.: James Guillaume (1872–1878)

## C
- Charly Kaputt, Anarchoblatt (1967–1969)
- CLASH, autonome und antiimperialistische Zeitschrift vom internationalen Infoladen-Treffen. Deutsch- und englischsprachige Ausgaben. Hrsg.: Redaktionskollektiv. (1989–1994)
- Contraste, Monatszeitung für Selbstorganisation. Hrsg.: Kollektiv Heidelberg (seit 1984)

## D
- Deutsche Arbeiterbibliothek, anarchistische Heftreihe (1905–?), Hrsg.: Otto Weidt
- Dichtung und Wahrheit, hrsg. von unter anderem „Anarchistische Assoziation Rhizom“ (1990–1999)
- Direkte Aktion, Anarchosyndikalistische Zeitung der FAU. Teilredaktionen in verschiedenen Orten (seit 1977 bis heute)
- Der Drache, anarchistische Arbeiterzeitung. Hrsg.: Drachenkollektiv Berlin (1972–1974)

## E

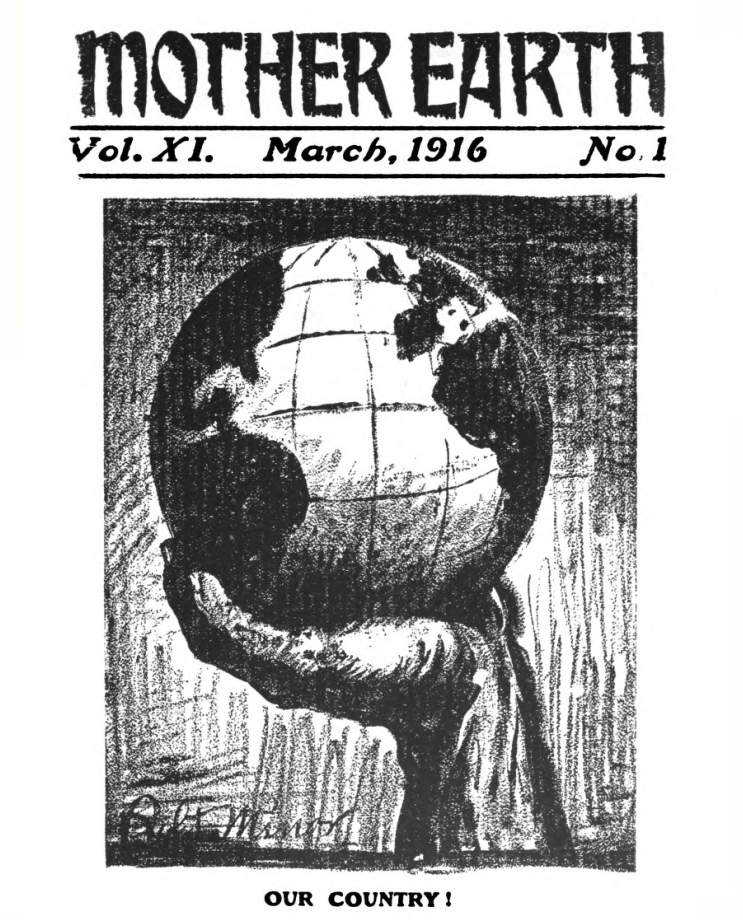
Mother Earth (in dieser Liste unter M eingeordnet), 1916

- Der Eigene, anarchistische Tendenzen. Ein Blatt für männliche Kultur. Hrsg.: Adolf Brand, Berlin (1896–1932)
- Der Einzige, individualistisch-anarchistische Zeitschrift. Hrsg. von Ernst Samuel und Salomo Friedlaender (1919–1925).
- Erkenntnis, Hrsg.: Pierre-Ramus-Gesellschaft. Von 1993 bis 2003 als Printausgabe, seitdem als Online-Zeitschrift
- Erkenntnis und Befreiung, Hersg.: Pierre Ramus (1918–1928)
- espero, libertäre Zeitschrift. Hrsg.: Uwe Timm, Jochen Knoblauch (1994–2013)
- The Egoist, englischsprachige feministisch-individualistische Zeitschrift (1911–1919)

## F
- Fanal, anarchistische Monatsschrift (1926–1931)
- Die Fackel, anarchistische Sonntagsausgabe der Chicagoer Arbeiterzeitung. Hrsg.: W. L. Rosenberg (24. Mai 1879–12. Oktober 1919)
- Feierabend!, libertäres Monatsheft aus Leipzig (seit 2003–2016)
- FIZZ, Anarchoblatt (1971–1972)
- Der Frauenbund, Anarchosyndikalistische Zeitung (1921–1930)
- Freedom, englische anarchistische Zeitschrift, Hrsg.: Freedom Press (1886 bis heute)
- Freie Arbeiter Stimme, anarchistische Monatszeitschrift in jiddischer Sprache. Hrsg.: Saul Yanousky, New York. (1890–1893 und 1899–1977)
- Der Freie Arbeiter, anarchistische Zeitung, Berlin. Hrsg.: Albert Weidner, Karl Kielmeyer, Rudolf Rocker u. a. (1904–1933)
- Freie Gemeinschaft, Zeitschrift für herrschaftslose Sozialisten. Hrsg.: Revolutionäre Gruppen der deutschen Schweiz; Schaffhausen. Redaktion: Paul Maag (1930–1939)
- Die freie Gesellschaft, anarchistische Zeitschrift (1949–1953). Hrsg.: Föderation freiheitlicher Sozialisten. Nachfolger: Die freie Gesellschaft, Hannover (1981–1986)
- Die freie Gesellschaft, anarchistische Monatsrevue in jiddischer Sprache (1895–1899 ?), New York
- Die freie Gesellschaft, Organ der internationalen Sozialisten. Hrsg.: F, Wiede (1892–1893; 7 Ausgaben), Zürich
- Die freie Gesellschaft, anarcho-kommunistische Monatsschrift. Hrsg.: O. Leutner (1929–?), Graz
- Die freie Straße, Anarchismus-Dadaismus. Gründer: Franz Jung. Hrsg.: Verlag Die freie Straße (1915–1918)
- Freiheit, erst sozialdemokratisches dann anarchistisches Blatt deutscher Sprache; London. Hrsg.: Johann Most (1846–1906)
- Der freiheitliche Sozialist, anarchistische Zeitschrift, Basel. Hrsg.: Arbeitsgemeinschaft freiheitlicher Sozialisten (1947–1949)

## G

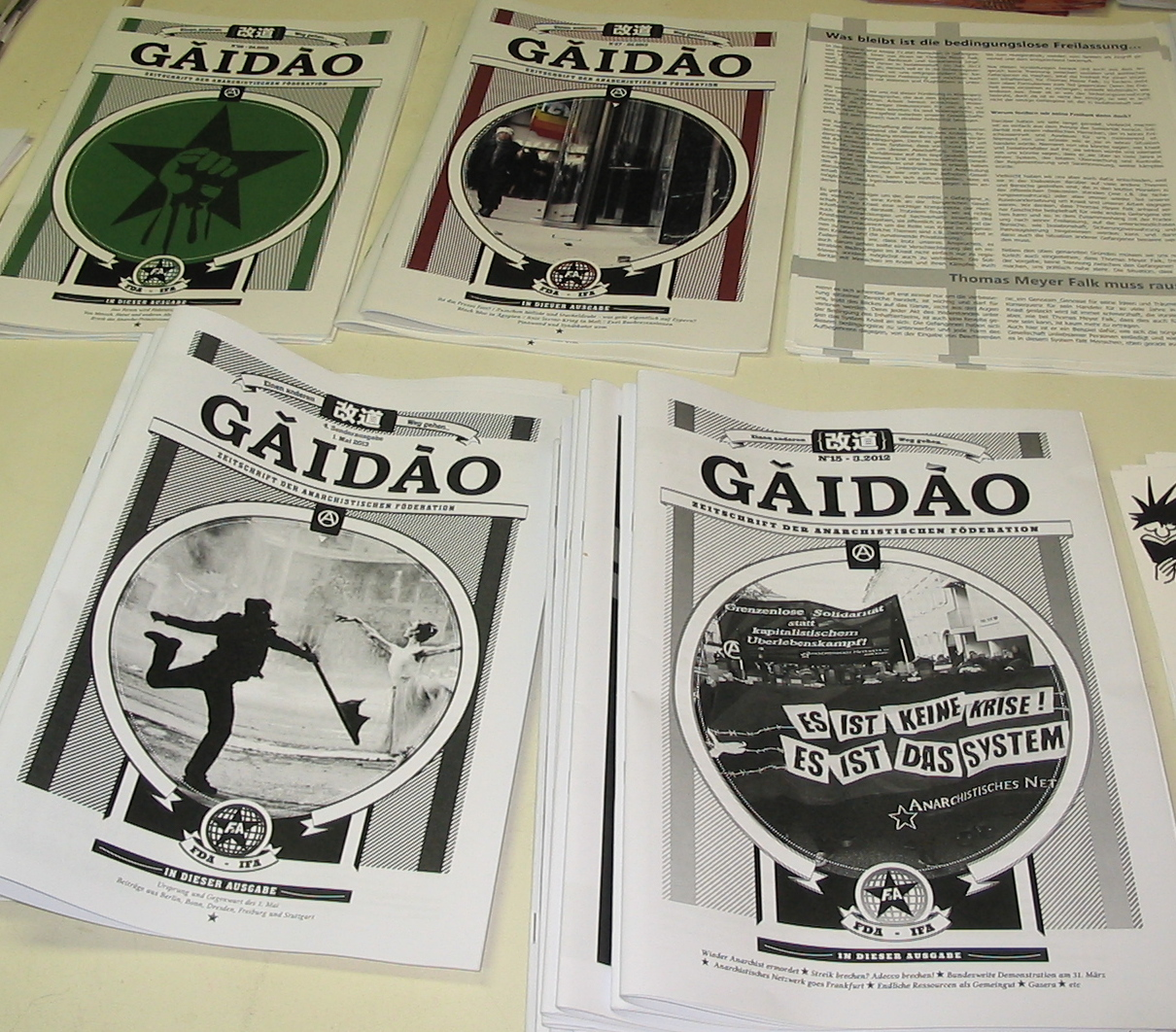
Verschiedene Ausgaben der Gǎidào um 2012

- Gǎidào, Monatszeitschrift des Forums deutschsprachiger AnarchistInnen (2011–2021)
- Galgenvogel, Internationale anarchistische Vierteljahreszeitschrift. Hrsg.: Verlag Freie Gesellschaft, Frankfurt/M. (1980–1981)
- Germinal, Der (= Zsherminal): Monatliche Revue für Anarchistische Weltanschauung (1900–1905)
- Golos Truda, russische anarchosyndikalistische Zeitschrift (1911–1919)
- Graswurzelrevolution, anarchistisch-pazifistische Zeitschrift. Gründer: Wolfgang Hertle (seit 1972)

## H
- Hundert Blumen, politische Alternativzeitschrift mit anarchistischer Tendenz. Hrsg.: Hundert Blumen Kollektiv, Berlin (1972)
- HusumA, aus einer kritischen Schülerzeitung hervorgegangene lokale Alternativzeitung mit herrschaftskritischen Schwerpunkt, Husum, seit 2005

## I
- Information. Anarchistische Betrachtungen zu Politik, Geschichte und Literatur der Gegenwart. Hrsg.: Pressekommission „Information“: Heinrich Freitag, Otto Reimers, Walter Stöhr, Hamburg (1955–1961)
- Interim, autonom, libertär. Hrsg.: Charlotte Schulz, Berlin (seit 1988)
- Die Internationale, anarchosyndikalistische Zeitschrift, erschienen in vier Folgen von 1904 bis 1949.

## J
- Junge Anarchisten, Organ der syndikalistisch-anarchistischen Jugend Deutschlands. Hrsg.: Otto Klemm, George Hepp (1923–1932). Vorgänger: Der Fortschrittspionier. Nachfolger: Der junge Rebell

## K
- Kain, Untertitel: Zeitschrift für Menschlichkeit. Hrsg.: Erich Mühsam (1911–1919)
- Kampf, „Zeitschrift für gesunden Menschenverstand“. Hrsg.: J. Holzmann (Pseudonym: Senna Hoy), Berlin (1902–1905).
- Kampf! Organ für Anarchismus und Syndikalismus Hrsg.: Anarchistische Föderation Deutschland, Hamburg (1912–1914).

## L
- Liberté Ouvrière[3], zweisprachige französisch-englische anarcho-syndikalistische Zeitschrift mit Sitz in Montreal, Kanada (set 2021)
- Linkeck, Zeitschrift für u. a. Kommunebewegung (1967–1969)
- Die Lunte, anarchistische Zeitung, München (1995–1997)

## M

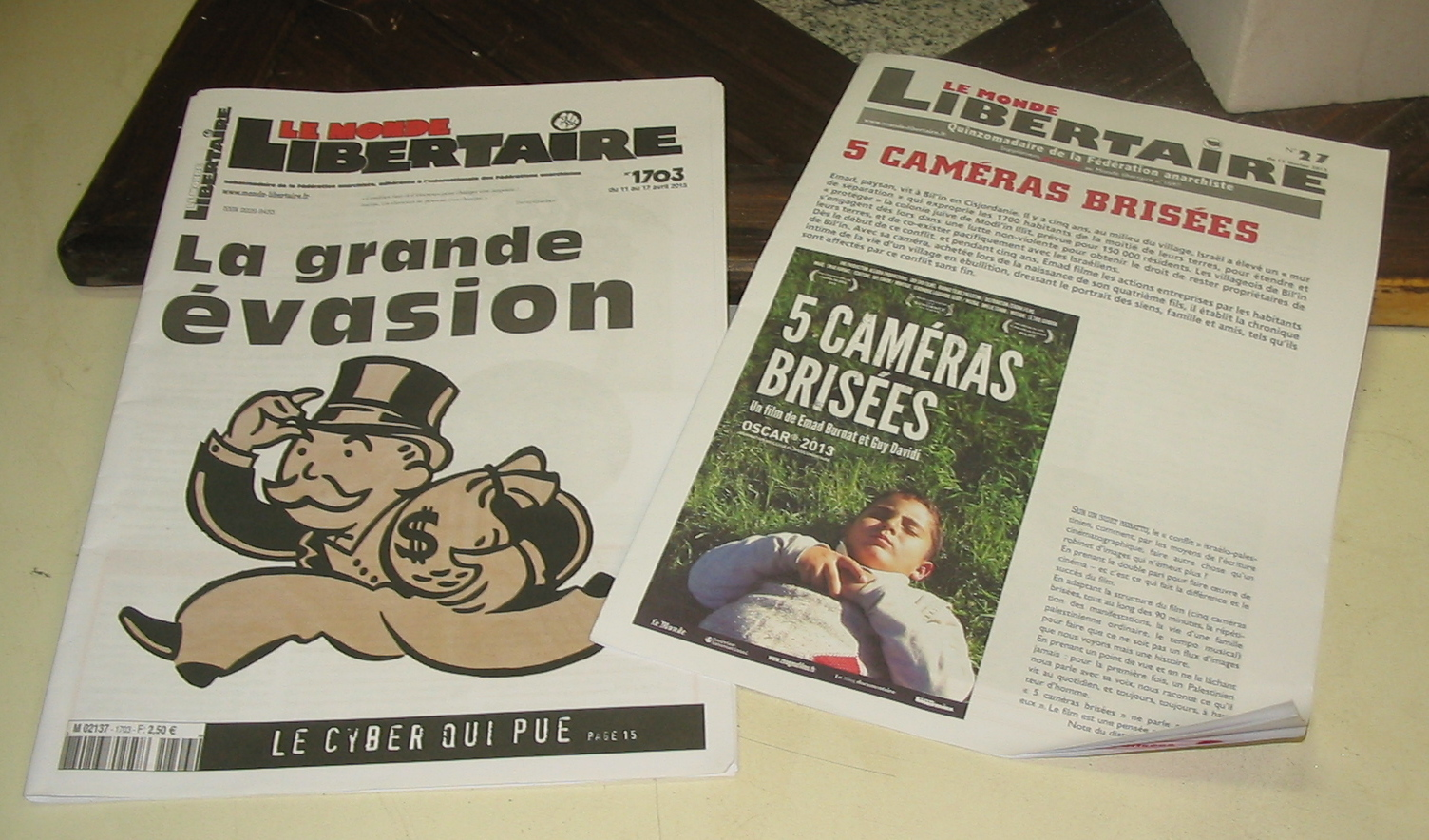
Ausgaben der Monde libertaire, 2013

- Die Macht, Tageszeitung, Organ der revolutionären Parteilosen Deutschlands; Berlin. Hrsg.: Franz Passek und Carl Bellmann (1931–?)
- MaD, Materialien, Analysen, Dokumente. Anarchistische Hefte; Hrsg.: Lutz Schulenburg (1971–1973). Nachfolger: Zeitschrift Revolte
- Mahnruf, erste anarchistische Zeitschrift nach dem Zweiten Weltkrieg. Hrsg.: Otto Reimers, Hamburg (Mai bis Dezember 1945). Erstmals erschienen 1933–1934.
- Manuskript-Blätter, Nachfolger von der Zeitschrift Mahnruf. Hrsg.: Otto Reimers, Hamburg (1945)
- Der Metzger, Zeitschrift gegen Ideologie, Staatsreligionen. Hrsg.: Helmut Loeven (Seit 1968 bis heute)
- Minus One, gefolgt von Egoist, gefolgt von Ego, britische individualanarchistische Zeitschrift (1963–1993), Hrsg.: Sidney Parker
- Modern Slavery, The Libertarian Critique of Civilization, US-amerikanische Zeitschrift seit 2012, ed.: Jason McQuinn
- Mother Earth, Anarchafeministisch. Hrsg.: Emma Goldman (1906–1917)
- Le Monde libertaire, Zeitschrift der anarchistischen Föderation Fédération anarchiste (seit 1954, davor Libertaire, 1895 von Sébastien Faure gegründet, welcher seinerseits die Nachfolge des 1858 in New York gegründeten Le Libertaire angetreten hatte)

## N
- Die neue Generation, Anarchosyndikalistische Zeitschrift. Hrsg.: Bund herrschaftsloser Sozialisten, Graz (1947–1949)
- Neue Viehzucht, anarchistische Zeitschrift. Verlag Büchse der Pandora, Münster 1970 bis 1977. Hrsg.: Stefan Blankertz, Siegfried Feege
- neues beginnen; Beiträge zur Kultur, Zeitgeschichte und Politik. Hrsg.: Otto Reimers, Hamburg (1969–1971)

## P
- Peng, anarchistische Provozeitschrift; Nürnberg, Wuppertal. Hrsg.: Detlev Altemeyer (1966–1970)
- Le Père Peinard, anarchistische Wochenzeitschrift (1889–1902)
- Pflasterstrand, Zeitschrift der Spontiszene; Frankfurt/M. Hrsg.: Daniel Cohn-Bendit (1976–1990)
- Projektil, anarchistisches Magazin; Münster. Hrsg.: Zeitungsgruppe im Themroc (1988–1992)
- Proletarischer Zeitgeist, mit unionistischem, rätekommunistischem und anarchistischem Gedankengut (1922–1933)
- Provo, Zeitschrift der niederländischen Provo-Bewegung; Amsterdam (1965–1967)

## R

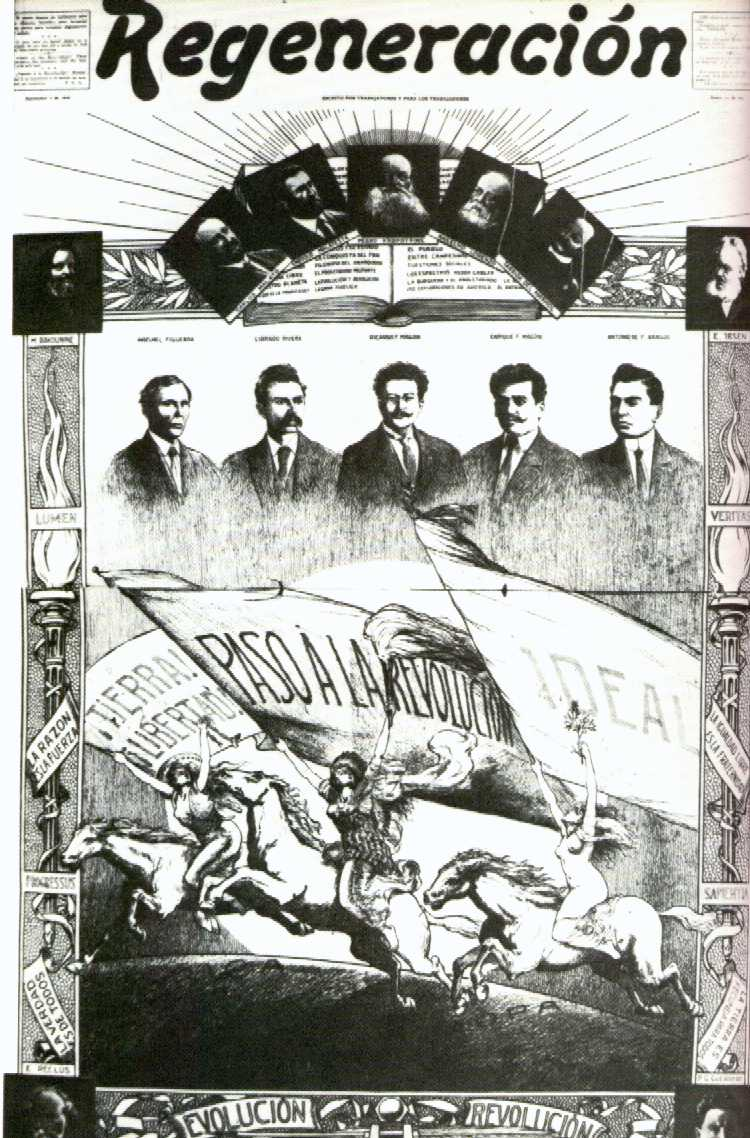
Regeneración 1910

- radikal, Linksradikale Zeitschrift. Hrsg.: Redaktionskollektiv Berlin (1976–2006)
- Radikaler Geist, Anarchistisch-literarische Zeitschrift (1930–1933)
- Der Rebell, Organ der Anarchisten deutscher Sprache. Erscheinungsorte Genf und London. Hrsg. Josef Peukert, Erich Otto Rinke u. a. (1881–1886)
- Rebellen, das Blatt der schwarzen Schar. Deutschsprachig. (1925–1926)
- Regeneración, mexikanische anarchistische Zeitschrift. Hrsg.: Ricardo Flores Magón (1900–1918)
- Le Réveil / Il Risveglio, französisch-italienische anarchistische Zeitschrift aus Genf. Hrsg.: Luigi Bertoni (1872–1947)
- Le Révolté, Anarchokommunistisch. Hrsg.: Peter Kropotkin (1879–1894)
- Revolte, anarchistische Zeitschrift. Hrsg. Lutz Schulenburg. (1973–1982). Nachfolger der anarchistischen Hefte MaD.

## S
- Schwarzblatt, anarchistisch-literarische Zeitschrift, Köln (Nur 1970)
- Schwarze Anna, Zeitung Bergischer Anarcho-Syndikalisten. Hrsg.: Redaktionskollektiv Wuppertal, (1980–1984)
- Schwarzer Faden, anarchistische Zeitschrift. Hrsg.: Redaktionskollektiv Reutlingen, Grafenau (1980–2004)
- Die Schöpfung, Zeitung für Rheinland-Westfalen. Hrsg.: Freie Arbeiter Union Deutschland (Anarcho-Syndikalisten), Düsseldorf (1921–1923)
- Der schwarze Gockler, anarchistische Zeitschrift. Organ der Karlsruher Anarchisten (Juni 1978–August 1980)
- Solidaridad Obrera, spanische anarchosyndikalistische Zeitung, Hrsg.: Confederación Nacional del Trabajo (1907 bis heute)
- Der Sozialist, anarchistische Zeitschrift, Organ des sozialistischen Bundes (Berlin). Hrsg.: Gustav Landauer und Margarete Faas (1891–1899)
- Der Syndikalist, Anarchosyndikalismus. Hrsg.: Freie Arbeiter-Union Deutschlands (Berlin; 1918–1932)
- Soziale Revolution Frontzeitung Spanien

## T

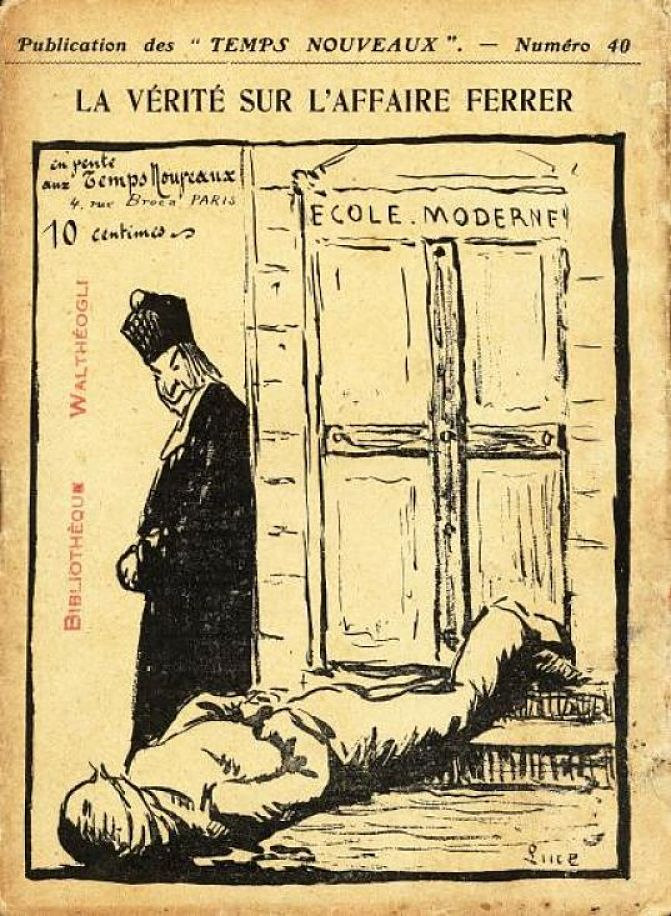
Broschüre von Les Temps Nouveaux, betitelt „Die Wahrheit über die Affäre Ferrer“, 1910

- TATblatt, österreichische anarchistische Zeitschrift (1988–2005)
- Les Temps Nouveaux, anarchistische Zeitschrift. Hrsg.: Jean Grave (1895–1914 und 1916–1921)
- Trafik, für anarchistische Kultur und Politik. Hrsg. Peter Petersen u. a. Tübingen (1981–1992)
- Tsveyfl, dissensorientierte Zeitschrift. (2017–2024)

## U
- Umanità Nova, Italien, (seit 1922 mit Unterbrechung während des Faschismus). Hrsg.: Errico Malatesta
- Unsere Stimme, anarchistisches Mitteilungsblatt der Gilde freiheitlicher Bücherfreunde und der Föderation freiheitlicher Sozialisten. Hrsg.: Hans Weigl, München (1954–1956)
- Utopia, Jugendzeitung. Herrschaftslos, Gewaltfrei. Erscheint zweimonatlich, u. a. als Beilage in der Zeitschrift Graswurzelrevolution (2007–2011)

## V
- De Vrije, anarchistisches Multimedium. Online-Zeitschrift Niederlande (Seit 2004). Nachfolger von De Vrije Sozialist
- De Vrije Socialist, niederländische anarchistische Zeitschrift. Hrsg.: Ferdinand Domela Nieuwenhuis, Gerhard Reinders (1898–1993). Nachfolger: De Vrije, anarchistische Online-Zeitschrift (Seit 2004)

## W
- Wohlstand für Alle war eine anarchistische Zeitschrift, erschienen in Wien von 1907 bis 1914. Herausgegeben von Pierre Ramus.

## Z

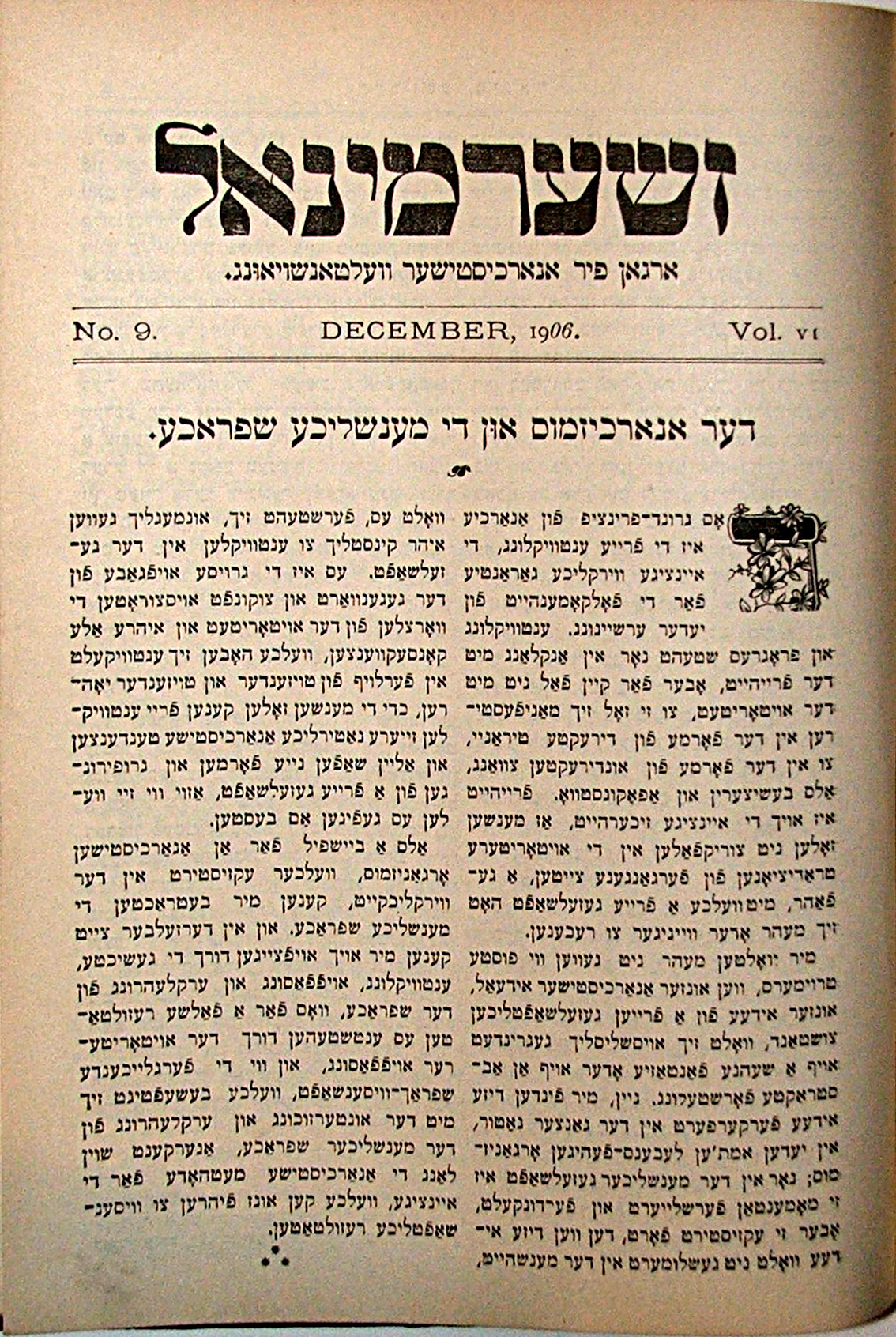
Deckblatt der Zsherminal oder Germinal (auf dieser Liste unter G), 1906

- Zeck, Zeitschrift des autonomen Zentrums Rote Flora
- Zeitgeist, anarchistisches Zeitschrift für sozialen Fortschritt, freien Sozialismus. Hrsg.: Otto Reimers (1971–1974)
- Der Zeitgeist revolutionäres anarchistisches Monatsheft. Hrsg.: Pierre Ramus, New York (1901, 3 Ausgaben). Unter:Gleichnamige anarchistische Zeitschriften.
- Der Ziegelbrenner, deutsche anarchistische Zeitung, Hrsg.: B. Traven (1917–1921)
- Zündstoff, Freie Union Revolutionärer Anarchistinnen/Anarchisten; Meiningen (1936–1939)
- Die Zukunft, zwei revolutionär–sozialdemokratische Zeitschriften mit anarchistischer Ausrichtung. Erschienen in Wien 1879 bis 1884 und Wien 1892 bis 1896.
- Zsherminal, für anarchistische Weltanschauung; in jiddischer Sprache, London Hrsg.: Rudolf Rocker (1900–1905)